# Piotr Anderszewski
Piotr Anderszewski (Pronunciación polaca: [ˈpʲɔtr yɛrˈʂɛfski]) (Varsovia, 4 de abril de 1969) es un pianista y compositor polaco.

## Biografía
Anderszewski nació en Varsovia, Polonia. Asiste a los conservatorios de Lyon y Estrasburgo, a la Universidad de Música Chopin en Varsovia y en la Universidad del Sur de California a la Escuela de Música Thornton, en Los Ángeles.

## Carrera
Anderszewski fue objeto de atención pública en la Competición de Piano de Leeds en 1990, cuándo se marchó fuera del escenario en semifinales porque sintió que no estaba tocando lo bastante bien (la pieza era el op. 27 de Anton Webern). Hizo su debut en Londres seis meses más tarde en el Wigmore Hall.
Ha dado recitales en el Royal Festival Hall, Carnegie Hall, Suntory Hall, la Herkulessaal en Múnich, el Konzerthaus en Viena, el Concertgebouw, el Auditorio Nacional de Música en Madrid, el Mariinsky en San Petersburgo y la Sala de Concierto Walt Disney en Los Ángeles. Las orquestas con quien Anderszewski ha actuado pueden incluir a la Orquesta Sinfónica de Londres, la  Filarmónica de Berlín, la Orquesta de Filadelfia, la Philharmonia Orquesta, la Real Concertgebouw Orquesta y la Orquesta Sinfónica de Chicago. Además, Anderszewski se ha establecido una reputación significativa por dirigir desde del teclado y ha colaborado con orquestas de cámara que incluyen a la Sinfonia Varsovia, la Orquesta de Cámara Mahler, la Camerata Salzburg, la Deutsche Kammerphilharmonie en Bremen y la Orquesta de Cámara Escocesa.
Sus colaboraciones de cámara han sido principalmente con violinistas como su hermana Dorota Anderszewska (actualmente directora de la Orchestre nacional de Montpellier Languedoc-Roussillon). También ha actuado con Viktoria Mullova, Augustín Dumay, Gidon Kremer, Frank Peter Zimmermann y Henning Kraggerud. También aparece regularmente con el Cuarteto Belcea.
Anderszewski hizo un gran número de registros para Harmonia Mundi, Accord y Philips antes de firmar exclusivamente para Virgin Classics en el año 2000. Su primer disco en la etiqueta Virgin fueron las Variaciones Diabelli de Beethoven, el cual recibió buen número de premios que incluyen un Choc du Monde de la Musique y un Eco Klassik. Su discografía también incluye una nominación Grammy por el CD de Bach: Partitas 1, 3 y 6 y un disco de obras de Chopin. Su afinidad con la música de su compatriota Karol Szymanowski le lleva a grabar los trabajos de piano solo del compositor, el cual recibió el Classic FM Gramophone Award en 2006 para mejor disco instrumental. El 12 de abril de 2012 recibe el BBC Music Magazine Recording of the Year Award en una ceremonia en Londres, para su CD de música de Robert Schumann.
Anderszewski ha colaborado en gran número de ocasiones con el cineasta Bruno Monsaingeon. En la primera de estas colaboraciones, Piotr Anderszewski plays the Diabelli Variations (2001) explora Anderszewski su relación particular con la opus 120 de Beethoven, en ella vemos que en sus manos, la partitura se convierte en un viaje por el interior de la mente, que el pianista comenta así: "En esas variaciones están todas las emociones de una vida. Hay ternura, humor, energía espiritual, ingenio, virtuosismo deslumbrante y una capacidad asombrosa para ennoblecer un vals de apariencia más bien vulgar hasta convertirlo, tras someterlo a toda clase de conflictos, en un sereno y trascendente retorno al clasicismo". En la segunda, Piotr Anderszewski, Unquiet Traveller (2008) es un poco convencional retrato de artista, capturando a Anderszewski en sus reflexiones sobre la música, la interpretación y su raíces polaco-húngaras. Una tercera película de Monsaingeon, Anderszewski Plays Schumann fue completada en 2010. También ha habido dos filmes de registros de Anderszewski en concierto, uno presentando conciertos de piano de Mozart y un recital dado en Varsovia, en el Salón Filarmónico nacional, en 2007. Anderszewski ha recibido numerosos premios durante su carrera, incluyendo el Gilmore Artist Award (2002), dado cada cuatro años a un pianista de talento excepcional. También ha sido un receptor del Premio Szymanowski (1999) y del Premio de Mejor Instrumentista de la Royal Philharmonic Society (2001).

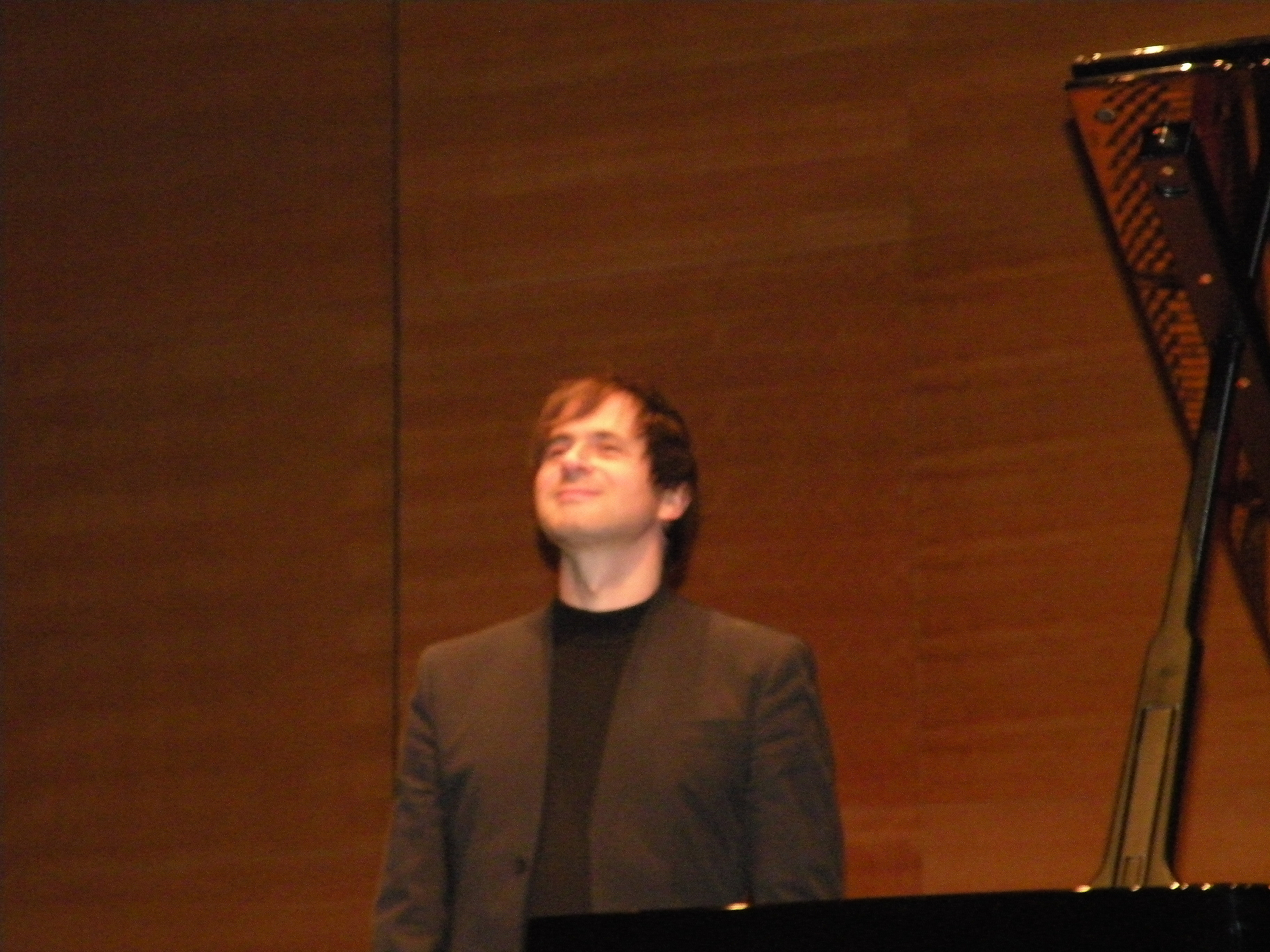
Piotr Anderszewski en La Folle Journée en Nantes, 2009.

Anderszewski ha abanderado el trabajo de su compatriota Szymanowski a través de numerosas interpretaciones y dirigió los conciertos dedicados a su música en el Théâtre des Bouffes du Nord en París (2005), el Carnegie Hall en Nueva York (2010), el Wigmore Hall en Londres (2005 y 2010) y el Salón Filarmónico en Łódź (2010). El pianista dice del compositor: "Me siento muy próximo a Szymanowski, su estilo es difícil, inclasificable y exige mucho al intérprete. Szymanowski te abre las puertas a un mundo sonoro genial, absolutamente maravilloso, es uno de los más grandes compositores del siglo XX".

## Discografía
- 1994 – Janáček: Sonata para violín y piano; Prokófiev: Sonata para violín y piano n.º 1 Op. 80. Debussy: Sonata para violín y piano. Con Viktoria Mullova (Philips 446 091. Reeditado Philips 457 7460 (2006)
- 1995 – Brahms: Sonatas para violín y piano n.º 1 Op. 78, n.º 2 Op. 100 & n.º 3 Op. 108. Con Viktoria Mullova (Philips 446 709-2. Reeditado en 2006 Philips 475 7454)
- 1996 – Bach: Suite inglesa n.º 6 BWV 811. Beethoven: Sonata para piano n.º 31 Op. 110. Webern: Variaciones Op. 27 (Accord ACD 025. Reeditado en 2004 Virgin Classics 7243 5 45632 2 5)
- 1998 – Beethoven: Sonata para violín y piano Op. 30. Mozart: Sonata para violín y piano K304. Schubert: Sonata para violín y piano en la mayor D574, Op. post. 162. Con Dorota Anderszewska (Accord ACD 044).
- 1998 – Bach: Suite francesa n.º 5 BWV 816. Obertura en estilo francés BWV 831 (Harmonia Mundi HMN 911679).
- 2000 – Beethoven: 33 Variaciones sobre un vals de Diabelli Op. 120 (Virgin Classics VC 454682).
- 2001 – Mozart: Concierto para piano n.º 21 K.467 & n.º 24 K.491. Con la Sinfonia Varsovia (Virgin Classics VC 5455042).
- 2001 – Bach: Partitas n.º 1 BWV 825, n.º 3 BWV 827 & n.º 6 BWV 830 (Virgin Classics 7243 5 45526 2 5).
- 2003 – Chopin: Ballade n.º 3 Op. 47 & n.º 4 Op. 52; Mazurka Op. 59 n.º 1, 2 & 3; Mazurka Op. 63 n.º 1, 2 & 3; Mazurka Op. 68 n.º 4; Polonesa n.º 5 Op. 44 & n.º 6 Op. 53 'Heroica' (Virgin Classics 7243 5 45620 2 0).
- 2004 – Szymanowski: Métopes Op. 29; Masques Op. 34; Sonata para piano n.º 3 Op. 36 (Virgin Classics 7243 5 45730 2 6).
- 2005 – Mozart: Concierto para piano n.º 17 K.453 & n.º 20 K.466. Con la Orquesta de Cámara Escocesa (Virgin Classics 0946 344696 2 3).
- 2005 – Mozart: Sonata para piano n.º 16 K.545, arr Grieg. Con Martha Argerich. Grabado en vivo en el Festival de Lugano (EMI 0946 3 58472 2 2).
- 2007 – Beethoven: Concierto para piano n.º 1 Op. 15. Con la Deutsche Kammerphilharmonie Bremen. Seis bagatelas Op. 126 (Virgin Classics 50999 5 02111 2 8).
- 2008 – Piotr Anderszewski at Carnegie Hall. Bach: Partita n.º 2 BWV 826, Schumann: Faschingsschwank aus Wien Op. 26, Janáček: In the Mists (V mlhach) (1912), Beethoven: Sonata para piano n.º 31 Op. 110. Bartók: Tres canciones del distrito Csík, Sz 35a/BB 45b (1907) (Virgin Classics 2CD: 5099926729121).
- 2009-10 – R. Schumann: Humoreske Op. 20, Studien für den Pedalflügel Op.56, Gesänge der Frühe Op. 133 (Virgin Classics CD: 5099994862522).
- 2014 – Bach: Suites inglesas n.º 1, 3 y 5 ((Warner Classics CD: 0825646219391; Descarga digital: 0825646219377; iTunes: 0825646219353).

- 2017 – Mozart & Schumann: Fantaisies.